# Макушин, Александр Борисович
Александр Борисович Макушин (18 июня 1964) — российский режиссёр, продюсер кино и телевидения, кандидат филологических наук, лауреат Национальной премии в области телевидения «ТЭФИ», лауреат Национальной премии «Общественное признание».

## Биография и карьера
Александр Макушин родился в Ростове-на-Дону. Будучи школьником, организовал известную рок-группу «Элен». Вместе с братом Феликсом Ильиных и другом Олегом Межеровским записал несколько музыкальных проектов.
- В 1986 году окончил физический факультет Ростовского государственного университета.
- В том же году Александр Макушин начал профессиональную карьеру на телевидении в качестве электромеханика АСБ. Вскоре стал ассистентом режиссёра, затем режиссёром молодежной редакции студии телевидения.
- В 1996 году Александр Макушин окончил Высшие режиссёрские курсы по специальности режиссёр документального кино и получил приглашение на стажировку в телекомпанию SNN.
- За семь лет документальные фильмы и телепрограммы Александра Макушина и автора сценария Анны Житеневой более 20-ти раз становились победителями и лауреатами российских и международных телефорумов, неоднократно транслировались федеральными российскими телеканалами. В те годы в проектах Александра Макушина принимали участие тогда ещё неизвестные многим коллеги по редакции: Вероника Богма, Владислав Завьялов, Кирилл Серебрянников, Александр Расторгуев, Катерина Гордеева, Святослав Гордин, Вячеслав Ткаченко, Игорь Порублев, Сергей Смирнов, Эдуард Кечеджиян, Сергей Пименов, Иван Трофимов.
- В 2000 году Александр Макушин был приглашён на должность Главного продюсера дирекции информационных программ «Вести» телеканала «Россия», где при его участии стартовала программа «Вести-Москва».
- С 2003 года курировал информационные службы и выполнял функции антикризисного менеджера в региональных ГТРК.
- С 2003 по 2010 год руководил программой по профессиональной подготовке сотрудников региональных телекомпаний, где в качестве экспертов принимали участие ведущие специалисты телеканала «Россия»: Аркадий Мамонтов, Николай Сванидзе, Дмитрий Киселёв, Андрей Кондрашев, Мария Ситтель, Дмитрий Губерниев, Анастасия Чернобровина, Владислав Завьялов и др.
- С 2003 года преподаватель кафедры журналистики МГУ им М. В. Ломоносова
- С 2010 года преподаватель Высшей школы телевидения МГУ им М. В. Ломоносова.
- С 2010 года советник генерального директора АНО «Спортивное вещание».
- С 2011 году руководитель образовательного проекта «Национальный Медиацентр».
- С 2012 года руководитель разработки единой информационной системы планирования и видеообмена региональных информационных служб и ДИП «Вести».
- С 2016 года руководитель программы подготовки и переподготовки персонала для мультимедийных СМИ.

## Значимые проекты
- Start-up программы «Вести — Москва».
- Унификация и переформатирование информационного вещания «Вести — Регион» в рамках холдинга ВГТРК.
- Разработка формата, подготовка, проведение телемостов с участием первых лиц государства.
- Профессиональная подготовка сотрудников региональных телерадиокомпаний.
- Антикризисный менеджмент в региональных ГТРК Астраханской, Тверской, Смоленской, Псковской, Архангельской, Вологодской, Орловской Архивная копия от 10 апреля 2019 на Wayback Machine, Мурманской, Ярославской, Ульяновской областей, Краснодарского края (филиал Сочи), Красноярского, Ставропольского краев, Таймыра, Норильска, республик Ингушетии, Калмыкии, Адыгеи.
- Переформатирование регионального утреннего вещания в рамках телеканала «Россия — 1».
- Разработка раздела «Моя Россия» интернет-портала Russia.ru.
- Разработка единой информационной системы планирования и видеообмена региональных информационных служб и ДИП «Вести».
- Подготовка персонала для производства Национального сигнала освещения Олимпийских игр «Сочи — 2014».
- Создание образовательного проекта «Национальный Медиацентр»